# Copidoplana paradoxa
Copidoplana paradoxa är en plattmaskart. Copidoplana paradoxa ingår i släktet Copidoplana och familjen Leptoplanidae. Inga underarter finns listade i Catalogue of Life.